# Conus armadillo
Espèce
Statut de conservation UICN

 LC  : Préoccupation mineure
Conus armadillo est une espèce de mollusques gastéropodes marins de la famille des Conidae.
Comme toutes les espèces du genre Conus, ces escargots sont prédateurs et venimeux. Ils sont capables de « piquer » les humains et doivent donc être manipulés avec précaution, voire pas du tout.

## Description
La taille de la coquille varie entre 60 mm et 79 mm.

## Distribution
Cette espèce marine est présente au large de Taiwan, des Philippines ; Queensland, de l'Australie et de Papouasie-Nouvelle-Guinée et des Îles Loyauté.

### Niveau de risque d’extinction de l’espèce
Selon l'analyse de l'UICN réalisée en 2011 pour la définition du niveau de risque d'extinction, cette espèce est présente de Taïwan et des Philippines au nord et du Queensland et de l'île Loyauté au sud. Elle est également présente à Tahiti (P. Bouchet comm. pers. 2011). Sa distribution en profondeur est de 100 à 300 m. Cette espèce ne semble pas faire l'objet de menaces majeures. Elle est classée dans la catégorie préoccupation mineure.

## Taxonomie

### Publication originale
L'espèce Conus armadillo a été décrite pour la première fois en 1971 par le malacologiste japonais Tokio Shikama (d) (1912-1978) dans la publication intitulée « Science Reports of the Yokohama National University, section 2 (Geol) »,.

### Synonymes
- Asprella armadillo (Shikama, 1971) · non accepté
- Conus (Asprella) armadillo Shikama, 1971 · non accepté
- Conus (Phasmoconus) armadillo Shikama, 1971 · appellation alternative
- Graphiconus armadillo (Shikama, 1971) · non accepté

### Sous-espèces
- Conus armadillo gabryae L. Raybaudi, 1989, accepté en tant que Conus gabryae Korn & Röckel, 1992, accepté en tant que Conus australis Holten, 1802

## Identifiants taxonomiques
Chaque taxon catalogué par les bases de données biologiques et taxonomiques possède un identifiant qui permet d'établir un point de référence. Les identifiants de Conus armadillo dans les principales bases sont les suivants :
AFD : Conus_(Phasmoconus)_armadillo - CoL : XWXC - GBIF : 5795859 - iNaturalist : 431838 - IRMNG : 10521899 - NCBI : 528161 - TAXREF : 91994 - UICN : 192447 - 